# ماجراجویان (فیلم ۱۹۹۵)
ماجراجویان (انگلیسی: The Adventurers) فیلمی در ژانر اکشن، مهیج، و رزمی به کارگردانی رینگو لام است که در سال ۱۹۹۵ منتشر شد. از بازیگران آن می‌توان به اندی لاو و روزاموند کوآن اشاره کرد.